# Mitsubishi Carisma
Mitsubishi Carisma – samochód segmentu D (klasa średnia), produkowany w fabryce NedCar w Sittard-Geleen (Holandia) z przeznaczeniem na rynek europejski przez Mitsubishi Motors w latach 1995-2004. W 1999 roku przeprowadzono gruntowną modernizację, która przez niektóre źródła uważana jest jako nowa generacja.
Stworzony przy współpracy z Volvo, dzielił podwozie z pierwszą generacją Volvo S40/V40 oraz Mitsubishi Space Star. Podwozie to zostało użyte również w Proton Waja. Samochód ten dostępny był z silnikami benzynowymi 1.3 (niedostępny w Polsce), 1.6 i 1.8, oraz silnik z bezpośrednim wtryskiem paliwa - 1.8 GDI. Silniki Diesla pochodziły z Renault i były to 1.9 TD oraz 1.9 DI-D.
Carisma była dostępna w dwóch wersjach nadwoziowych: czterodrzwiowy sedan i pięciodrzwiowy liftback. Samochód podczas swego okresu produkcji był stawiany pomiędzy Lancerem a Galantem. Po zakończeniu produkcji miejsce Carismy na rynku europejskim zajął Lancer.

## Odmiana przed modernizacją (1995–1999)

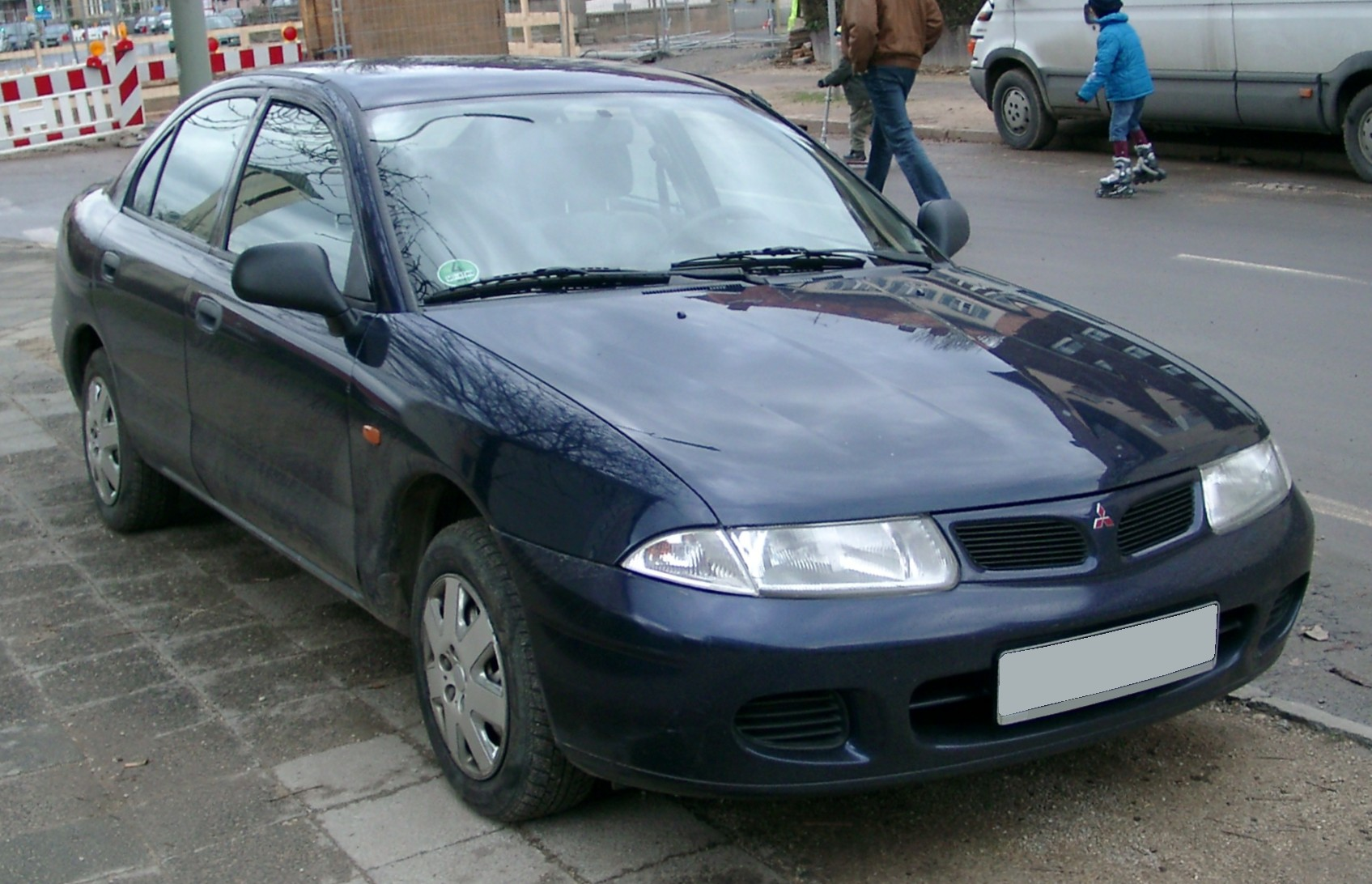
Mitsubishi Carisma liftback

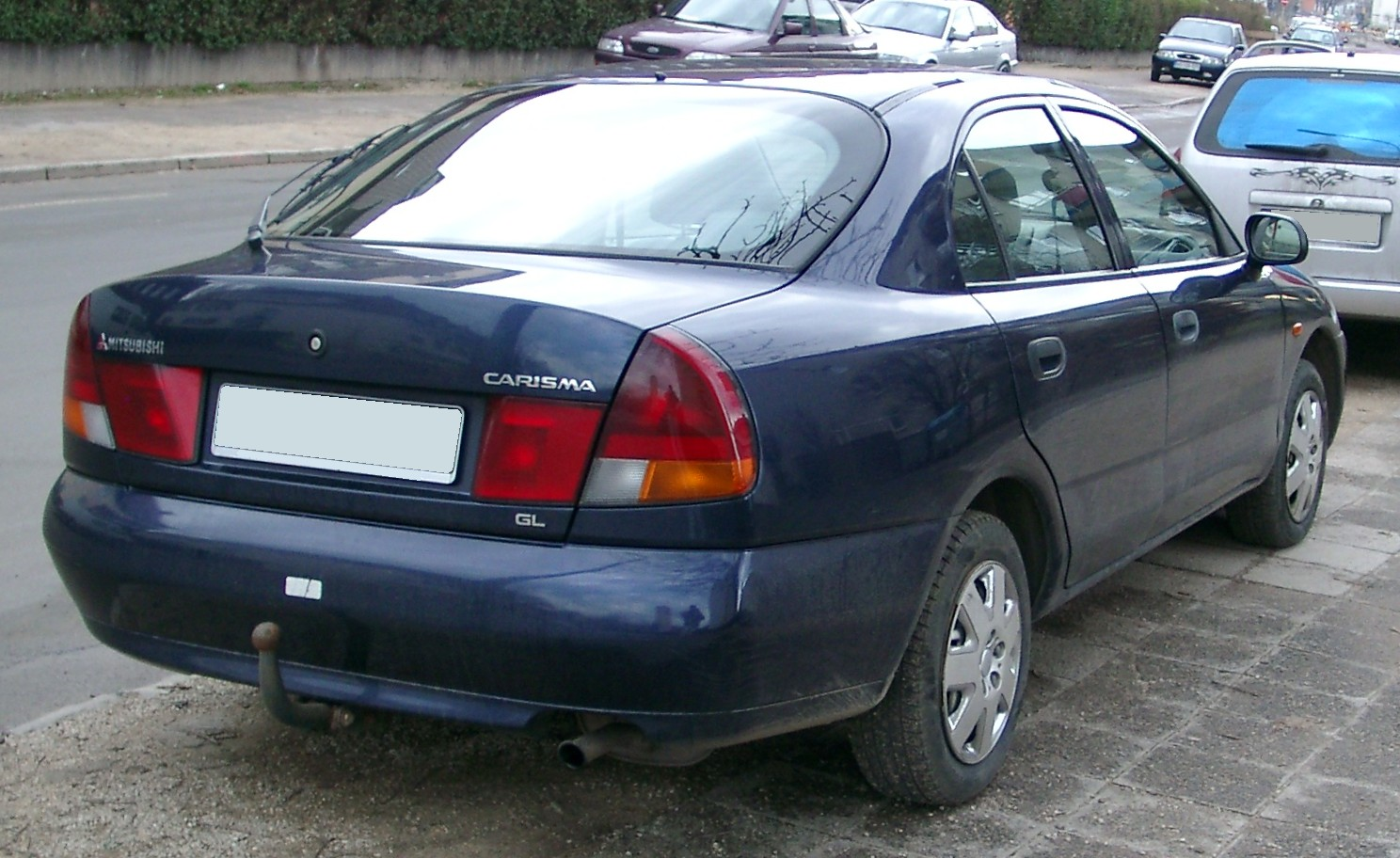
Mitsubishi Carisma liftback - tył

W 1995 roku Mitsubishi Motors zaprezentowało Carismę. Budowana była ona w Holandii we wspólnej fabryce Mitsubishi i Volvo - NedCar. Carisma była dostępna z czterocylindrowymi silnikami benzynowymi 1.6 90 KM, 1.8 115 KM i 1.8 140 KM (MSX). Dostępna była jedynie wersja liftback.
Rok później zaprezentowano Carismę w wersji sedan. Bagażnik uległ powiększeniu z 430 do 480 l. Samochód ten wyglądem bardzo przypominał mniejszego Mitsubishi Lancera 6. generacji.
W 1997 roku Carisma została wyposażona w czterocylindrowy turbodoładowany silnik Diesla 1.9 TD pochodzący z Renault 19. Był to silnik o mocy 90 KM.
Pod koniec 1997 roku Mitsubishi Motors w Carismie zaprezentowało rewolucyjną nowość technologiczną - silnik benzynowy z bezpośrednim wtryskiem paliwa - 1.8 GDI. Silnik osiągał moc 125 KM i rozpędzał samochód od 0 do 100 km/h w równe 10 sekund.
Carisma była dostępna w kilku wersjach wyposażeniowych: GL, GLX/LX, GLS/LS.

### Silniki
Silniki w okresie 1995-1999
| Silniki benzynowe    | Silniki benzynowe | Silniki benzynowe                  | Silniki benzynowe | Silniki benzynowe         | Silniki benzynowe   | Silniki benzynowe | Silniki benzynowe | Silniki benzynowe                                                     |
| Model                | Pojemność skokowa | Moc                                | Moment obrotowy   | Przyśpieszenie 0-100 km/h | Prędkość maksymalna | Lata produkcji    | Kod silnika       | Komentarz                                                             |
| -------------------- | ----------------- | ---------------------------------- | ----------------- | ------------------------- | ------------------- | ----------------- | ----------------- | --------------------------------------------------------------------- |
| 1.6                  | 1597 cm³          | 66 kW (90 KM) przy 5500 obr./min   | 137 Nm            | 12,0 s (14,3 s Automat)   | 180 km/h            | 1995–1999         | 4G92              |                                                                       |
| 1.6                  | 1597 cm³          | 73 kW (99 KM) przy 5750 obr./min   | 137 Nm            | 12,1 s                    | 185 km/h            | 1999–2000         | 4G92              |                                                                       |
| 1.8                  | 1834 cm³          | 85 kW (115 KM) przy 5500 obr./min  | 162 Nm            | 10,2 s (12,0 s Automat)   | 200 km/h            | 1995–1997         | 4G93              |                                                                       |
| 1.8 MSX              | 1834 cm³          | 103 kW (140 KM) przy 6500 obr./min | 167 Nm            | 9,2 s                     | 215 km/h            | 1995–1997         | 4G93              | Niedostępny w Polsce.                                                 |
| 1.8 GDI              | 1834 cm³          | 92 kW (125 KM) przy 5500 obr./min  | 174 Nm            | 10,0 s (12,4 s Automat)   | 200 km/h            | 1997–1999         | 4G93              | Silnik benzynowy z bezpośrednim wtryskiem paliwa.                     |
| GT                   | 1997 cm³          | 206 kW (280 KM) przy 6500 obr./min | 380 Nm            | 4,9 s                     | 250 km/h            |                   | 4G63 Turbo        | Carisma GT była europejską nazwą dla modelu Lancer Evolution VI.      |
| Silniki wysokoprężne |                   |                                    |                   |                           |                     |                   |                   |                                                                       |
| 1.9 TD               | 1870 cm³          | 66 kW (90 KM) przy 4250 obr./min   | 176 Nm            | 13,2 s                    | 180 km/h            | 1997–1999         | F8QT              | Silnik Diesla z turbosprężarką i intercoolerem. Pochodzący z Renault. |

## Odmiana po gruntownej modernizacji (1999–2004)

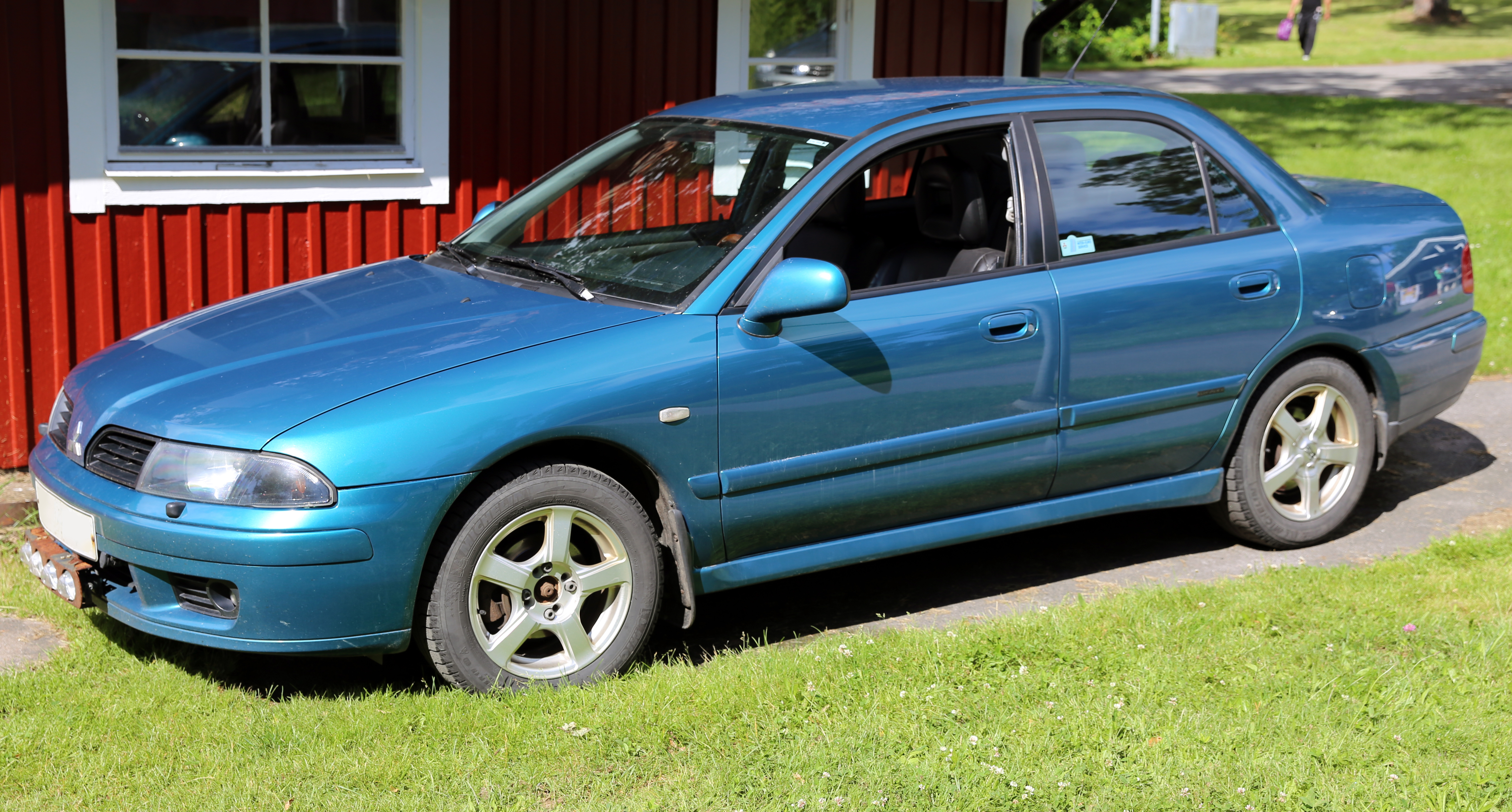
Mitsubishi Carisma sedan po modernizacji

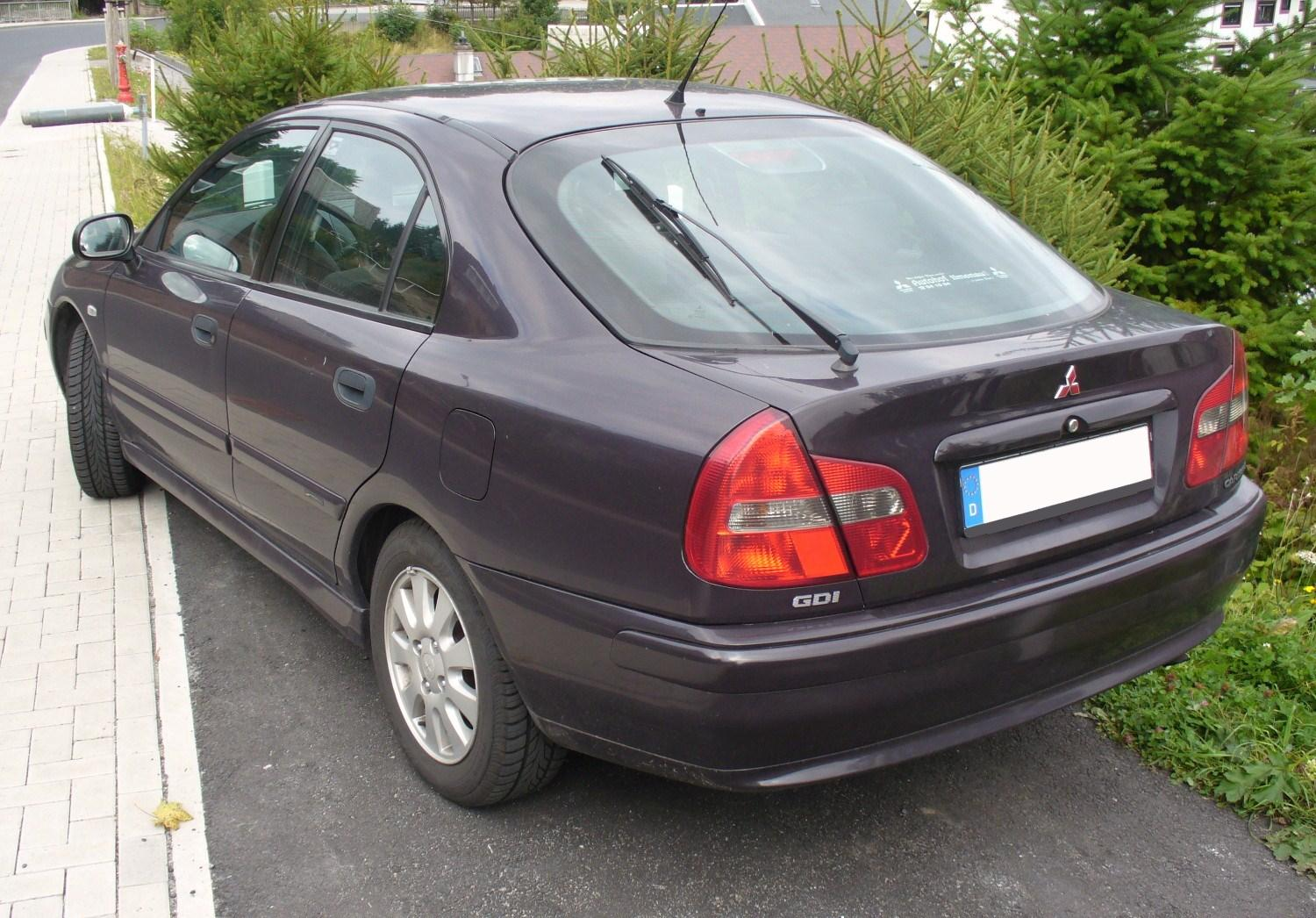
Mitsubishi Carisma liftback po modernizacji - tył

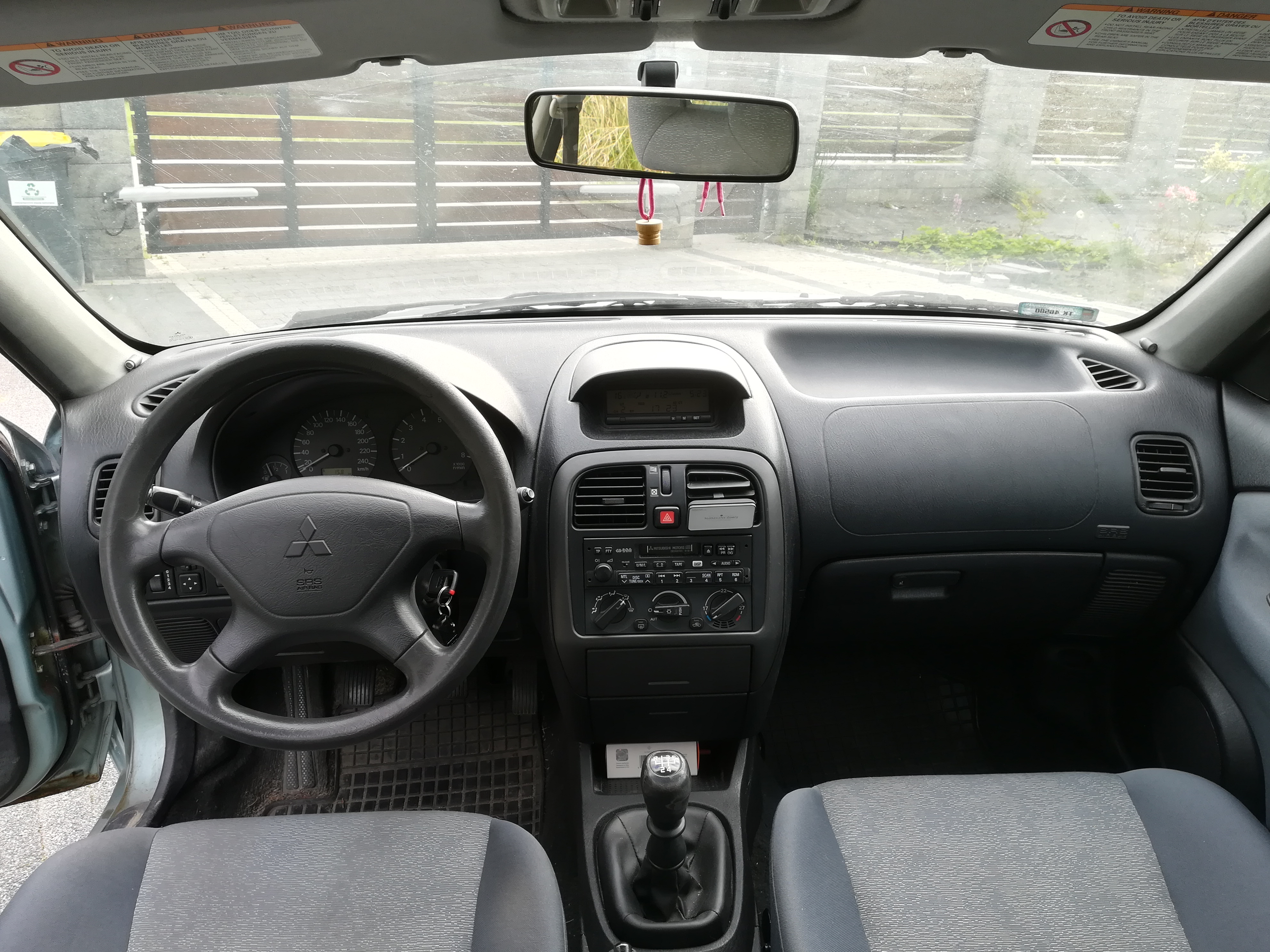
Deska rozdzielcza z 2003 roku

W roku 1999 została zaprezentowana Carisma po gruntownej modernizacji. Zmieniono całkowicie wygląd przodu, tyłu oraz wnętrza. Nie zabrakło także technicznych nowości: silnik benzynowy 1.6 generował moc 99 KM. Wprowadzone zostały nowe oznaczenia wersji wyposażeniowych: Classic, Comfort, Avance i Elegance.
W ofercie silników wysokoprężnych oprócz wysłużonego TD pojawiły się dwie nowe jednostki DI-D z bezpośrednim wtryskiem paliwa, technologią Common-Rail i intercoolerem. Silniki te dostarczał Renault.
W 2000 roku zaktualizowano silnik GDI. Modyfikacje miały na celu obniżenie emisji zanieczyszczeń i osiągnięcie wymogów normy EURO IV. W efekcie uległa zmianie moc - z 125 KM na 122 KM. W tym samym roku Mitsubishi zaprezentowało model Carisma Dynamics. Ze specjalistami z Formuły 1 przemodelowano nadwozie oraz zaopatrzono samochód w felgi o rozmiarze 17 cali. Samochód był napędzany jednostką 1.8 GDI. Tego samego roku zaprzestano sprzedaż Carism z silnikiem 1.9 TD.
W 2001 roku po lekkich zmianach silnik 1.6 osiągał moc 103 KM. Dodatkowo była także dostępna bardzo uboga wersja Carismy z silnikiem 1.3.
W 2002 roku przeprowadzono face lifting Carismy. Zostały usunięte chromowane wstawki w atrapie grilla, zastosowano przednie lampy z ciemniejszym kloszem, nastąpiły zmiany we wnętrzu samochodu oraz zmieniono emblemat Mitsubishi z czerwonego na chromowany.
W 2004 roku zaprzestano produkcji Carismy. Mitsubishi Lancer siódmej generacji zajął jej miejsce w europejskiej ofercie Mitsubishi. W fabryce NedCar w Holandii zaczęto produkcję nowego modelu Mitsubishi Colt.

### Silniki
Silniki w okresie 1999-2004
| Silniki benzynowe    | Silniki benzynowe | Silniki benzynowe                 | Silniki benzynowe | Silniki benzynowe         | Silniki benzynowe           | Silniki benzynowe | Silniki benzynowe | Silniki benzynowe                                                                             |
| Model                | Pojemność skokowa | Moc                               | Moment obrotowy   | Przyśpieszenie 0-100 km/h | Prędkość maksymalna         | Lata produkcji    | Kod silnika       | Komentarz                                                                                     |
| -------------------- | ----------------- | --------------------------------- | ----------------- | ------------------------- | --------------------------- | ----------------- | ----------------- | --------------------------------------------------------------------------------------------- |
| 1.3                  | 1299 cm³          | 60 kW (82 KM) przy 5000 obr./min  | 120 Nm            | 14,1 s                    | 175 km/h                    | 2001–2004         | 4G13              | Niedostępny w Polsce.                                                                         |
| 1.6                  | 1597 cm³          | 73 kW (99 KM) przy 5750 obr./min  | 137 Nm            | 12,1 s                    | 185 km/h                    | 1999–2000         | 4G92              |                                                                                               |
| 1.6                  | 1597 cm³          | 76 kW (103 KM) przy 6000 obr./min | 141 Nm            | 12,4 s (15,1 s Automat)   | 190 km/h (185 km/h Automat) | 2000–2004         | 4G92              |                                                                                               |
| 1.8 GDI              | 1834 cm³          | 92 kW (125 KM) przy 5500 obr./min | 174 Nm            | 10,0 s (12,4 s Automat)   | 200 km/h                    | 1999–2000         | 4G93              | Silnik benzynowy z bezpośrednim wtryskiem paliwa.                                             |
| 1.8 GDI              | 1834 cm³          | 90 kW (122 KM) przy 5500 obr./min | 174 Nm            | 10,4 s                    | 200 km/h                    | 2000–2004         | 4G93              | Silnik benzynowy z bezpośrednim wtryskiem paliwa.                                             |
| Silniki wysokoprężne |                   |                                   |                   |                           |                             |                   |                   |                                                                                               |
| 1.9 TD               | 1870 cm³          | 66 kW (90 KM) przy 4250 obr./min  | 176 Nm            | 13,2 s                    | 180 km/h                    | 1999–2000         | F8QT              | Silnik Diesla z turbosprężarką i intercoolerem. Pochodzący z Renault.                         |
| 1.9 DI-D MP          | 1870 cm³          | 75 kW (102 KM) przy 4000 obr./min | 215 Nm            | 11,9 s                    | 190 km/h                    | 1999–2004         | F9Q               | Silnik Diesla z technologią Common-Rail, turbosprężarką i intercoolerem pochodzący z Renault. |
| 1.9 DI-D HP          | 1870 cm³          | 85 kW (115 KM) przy 4000 obr./min | 265 Nm            | 10,4 s                    | 195 km/h                    | 1999–2004         | F9Q               | Silnik Diesla z technologią Common-Rail, turbosprężarką i intercoolerem pochodzący z Renault. |

## Produkcja i sprzedaż
| Rok  | Produkcja | Sprzedaż |
| ---- | --------- | -------- |
| 1995 | 19.100    | ?        |
| 1996 | 44.401    | ?        |
| 1997 | 82.255    | ?        |
| 1998 | 78.239    | ?        |
| 1999 | 54.460    | ?        |
| 2000 | 29.800    | 38.548   |
| 2001 | 22.203    | 28.647   |
| 2002 | 28.776    | 30.429   |
| 2003 | 26.074    | 28.123   |
| 2004 | –         | 9.875    |

Źródło: